# رضا الجمال
رضا الجمال ، ممثل مصري.

## عن حياته
الفنان رضا الجمال سليل عائلة الجمال العريقة بمدينة دمياط فهو ابن عم رفعت محمد على سليمان الجمال (رافت الهجان) حصل على بكالوريوس معهد فنون مسرحية عام 1974 كانت بدايته الفنيه بطولة مسلسل بنت الايام مع النجم محمود مرسى إخراج نور الدمرداش عام 1976 ثم بطولة مسلسل مارد الجبل مع النجم نور الشريف عام 1977 إخراج نور الدمرداش توالت الأعمال قام ببطولة الجزء الاخير من مسلسل محمد رسول الله عام 1984 حيث قام بدور سيدنا حمزة بن عبد المطلب ولمع وتالق واشتهر بتجسيد الأعمال التاريخية قام بالاشتراك في مسلسل الأطفال الشهير بوجى وطمطم حيث قام بدور والد شكشك وفي اخر جزئين قام بدور شكشك ووالد شكشك قام ببطولة العديد من المسرحيات الغنائية حيث انه كان نجم الفرقة الغنائية الاستعراضية بمسرح البالون قطاع الفنون الشعبية من ضمن اعمالة اوبريت العشرة الطيبة لخالد الذكر سيد درويش قام بدور حج بابا عام1983-قام ببطولة مسرحية مولد ياسيد عن مسرحية بلدى يا بلدى لرشاد رشدى لفرقة مسرح السامر عام 1987-قام ببطولة مسرحية ايزيس للمسرح القومى إخراج كرم مطاوع عام 1986-قام ببطولة مسرحية انقلاب عام 1988 إخراج جلال الشرقاوى-قام ببطولة مسرحية ست الحسن عام 1992-قام ببطولة مسرحية ساعة الصفر عام 1994-قام ببطولة مسرحية حورس الفرعون الصغير عام 1996-قام ببطولة مسرحية السنيورة و ال3ورقات عام 1998-قام ببطولة مسرحية ملك الامراء عام 1999-قام ببطولة مسرحية العشاق عام 2003-قام ببطولة مسرحية عصفور خايف يطير عام 2004-قام ببطولة مسرحية ليلة سقوط الدنجاوى عام 2007-له العديد من الأعمال الاذاعية وله برامج ثابتة مثل همسة عتاب قام بافتتاح دار الافتاء المصرية عام 1990 قام بالاشتراك في مسلسلات عديدة منها، العودة الأخيرة مع النجم صلاح ذو الفقار - الناس في كفر عسكر - انوار الحكمة - سقوط الخلافة - رجل طموح - بوابة الحلوانى ج 3 -سهرة البوابة من جزئين-رداء لرجل اخر -الفتح المبين-له في رمضان 2012، فرقة ناجى عطا الله في دور رئيس المخابرات المصرية مع النجم عادل امام -مسلسل الصفعة مع شريف منير-مسلسل النار والطين مع ياسر جلال ومادلين طبر-مسلسل بالامر المباشر مع جمال عبد الناصر.

## روابط خارجية
- رضا الجمال على موقع الدهليز
- رضا الجمال على موقع قاعدة بيانات الأفلام العربية